# Ioannis Tamuridis
Ioannis Tamuridis (en grec demòtic Ιωάννης Ταμουρίδης), conegut també com a Iannis Tamuridis (Γιάννης Ταμουρίδης), (Tessalònica, 3 de juny de 1980) és un ciclista grec, ja retirat. Ha guanyat diversos cops el campionat nacional en ruta i en contrarellotge.
També competia en pista.

## Palmarès en pista
- 1999
  - Medalla d'or al Campionat dels Balcans en Persecució per equips
- 2005
  -  Campió de Grècia en Puntuació
  -  Campió de Grècia en Persecució
- 2006
  -  Campió de Grècia en Puntuació
  -  Campió de Grècia en Persecució
  -  Campió de Grècia en Scratch
- 2007
  - Medalla d'or al Campionat dels Balcans en Puntuació
  -  Campió de Grècia en Puntuació
  -  Campió de Grècia en Persecució
  -  Campió de Grècia en Scratch
- 2011
  -  Campió de Grècia en Puntuació
  -  Campió de Grècia en Òmnium
- 2012
  -  Campió de Grècia en Puntuació
  -  Campió de Grècia en Persecució
  -  Campió de Grècia en Scratch

### Resultats a laCopa del Món en pista
- 2009-2010
  - 1r a la Classificació general i a la prova de Cali, en Puntuació

## Palmarès en ruta
- 2000
  -  Campió de Grècia en contrarellotge
  -  Campió de Grècia sub-23 en contrarellotge
- 2001
  -  Campió de Grècia sub-23 en contrarellotge
- 2002
  - Campió dels Balcans en contrarellotge
  - Vencedor d'una etapa a la Volta a Grècia
- 2003
  -  Campió de Grècia en contrarellotge
- 2005
  -  Campió de Grècia en contrarellotge
- 2006
  -  Campió de Grècia en ruta
- 2009
  -  Campió de Grècia en contrarellotge
  - Vencedor d'una etapa a la Volta a Romania
- 2010
  -  Campió de Grècia en ruta
  -  Campió de Grècia en contrarellotge
- 2011
  -  Campió de Grècia en ruta
  -  Campió de Grècia en contrarellotge
  - Vencedor d'una etapa a la Jelajah Malaysia
  - Vencedor d'una etapa a la Volta a Grècia
  - Vencedor d'una etapa a la Volta a Romania
  - Vencedor d'una etapa al Tour de Szeklerland
- 2012
  -  Campió de Grècia en contrarellotge
  - 1r al Circuit d'Alger
  - Vencedor de 3 etapes a la Volta a Romania
  - Vencedor d'una etapa al Tour de Szeklerland
- 2013
  -  Campió de Grècia en ruta
  -  Campió de Grècia en contrarellotge
- 2014
  - Vencedor d'una etapa al Tour de Taiwan
- 2015
  -  Campió de Grècia en contrarellotge
- 2016
  -  Campió de Grècia en ruta
  -  Campió de Grècia en contrarellotge